# Timothy Good
Timothy Good es un reputado investigador y violinista británico. Nació en Londres y su formación profesional la cursó en The King's School, Canterbury, antes de serle concedida una beca para la Royal Academy of Music, donde estudió para violinista.

## Trayectoria profesional
La carrera de Timothy Good como violinista profesional comenzó en 1963 cuando ganó un puesto con la Royal Philharmonic Orchestra. Tocó durante catorce años con la London Symphony Orchestra, y pasó independiente a tocar con una serie de otras orquestas notables, en particular con la English Chamber Orchestra, la London Philharmonic Orchestra y la Philharmonia Orchestra.

## Investigación Ufológica
Timothy Godd se interesó por la Ufología en 1955, cuando su pasión por la aviación y el espacio le llevó a leer un libro del Mayor Donald Keyhoe, en el que describe avistamientos OVNIs observados por pilotos militares y civiles. En 1961, después de haber leído un libro del Capitán Edward J. Ruppelt, un oficial de inteligencia de la Fuerza Aérea de los Estados Unidos, comenzó a realizar sus propias investigaciones. Desde entonces, ha acumulado una gran cantidad de pruebas, entre ellas miles de documentos desclasificados de inteligencia.
Timothy Good ha realizado varias conferencias en universidades, escuelas, y en varias organizaciones, entre ellas el Instituto de Ciencias Médicas de Laboratorio, el Instituto Militar Real de Canadá, la Royal Geographic Society, la Reserva Aérea Naval y en otras universidades como Oxford y Cambridge. Después del fin de la guerra fría y el colapso del imperio soviético, Good se convirtió en el primer afamado ufólogo en ser entrevistado en la televisión rusa. También fue invitado a El Pentágono en 1998, y a la sede de la fuerza aérea francesa en 2002 para discutir avistamientos ovnis y otras cuestiones ufológicas, y ha actuado como consultor para varios Congresos de investigación en los Estados Unidos. Timothy Good ha dado varias conferencias en universidades y ha instruido en muchas organizaciones, lo conocen millones de personas por sus numerosas apariciones en la televisión y ha coproducido varios documentales sobre el mismo.
El primer libro de Timothy Good , Above Top Secret: The Worldwide UFO Cover-up (Por Encima del Alto Secreto: "El Encubrimiento Mundial de los Ovni) de 1987, se convirtió en un éxito instantáneo, y es considerado como el trabajo definitivo sobre el tema, también el libro Beyond Top Secret: The Worldwide UFO Security Threat (Más allá del Alto Secreto: La Mundial Amenaza de Seguridad de los Ovni) de 1996, que se mantuvo durante cinco semanas en la lista de best-séllers. Alien Enlace: The Ultimate Secret de 1991 pasó trece semanas en la misma lista de best-séllers. Alien Base: Earth's Encounters with Extraterrestrials (Base Extraterrestre: Encuentros en la Tierra con Extraterrestres) de 1998 fue al número 4 en la lista de best-séllers.
En su libro Unearthly Disclosure: Conflicting Interests in the Control of Extraterrestrial Intelligence (Descubrimiento Sobrenatural: Conflictos de Intereses en el Control de la Inteligencia Extraterrestre)  del 2000 fue publicado en el Daily Mail. En este libro, Timothy Good contacta con varias fuentes militares, mediando entre ellos un intermediario periodista de Washington D. C. que le proporcionó dichos contactos de alto rango de la Fuerza Aérea y varios Jefes del Estado Mayor del Pentágono. Dichas fuentes le han asegurado que varias razas extraterrestres han ubicado bases subterráneas y submarinas en la Tierra y que se ha realizado un contacto con un selecto grupo procedente de la comunidad de inteligencia militar y científica estadounidense. 
Cuatro de estos libros tienen un prólogo escritos por el Almirante de la Flota The Lord Hill-Norton, exjefe de la Defensa y Presidente del Comité Militar de la OTAN.
Su último libro, Earth: An Alien Enterprise: The Shocking Truth Behind the Greatest Cover-Up in Human History (Tierra: Una Empresa Extraterrestre: La Impactante Verdad que hay Detrás del Mayor Encubrimiento en la Historia de la Humanidad". El prólogo del mismo dicta así:
"Este fascinante nuevo volumen cuenta la historia de los contactos entre humanos y extraterrestres a lo largo y ancho de todo el planeta, que data de 1932, incluyendo reuniones con personal militar y presidentes americanos como Eisenhower y Kennedy. Por primera vez, un antiguo miembro del MI6 británico narra su conversación con Neil Armstrong en una conferencia de la NASA, cuando afirmó que había otra nave espacial en la Luna cuando el Apolo 11 aterrizó en 1969. Armstrong también asevera que la CIA estaba tras el encubrimiento.
En una información detallada de Diciembre de 2012, el primer ministro ruso Dmitry Medvedev aseguró que "el presidente de Rusia está dando un dossier especial de alto secreto que contiene en su totalidad información acerca de los extraterrestres que han visitado nuestro planeta. Junto con esto, el presidente dio un informe del Servicio Especial que es el que se encarga del control sobre los extraterrestres en nuestro país. No te diré cuantos de ellos están entre nosotros porque provocaría el pánico".
En febrero de 2012, afirmó en una entrevista al Daily Mail que el presidente norteamericano Eisenhower contactó varias veces con extraterrestres en bases militares del país. Good asegura en esa entrevista que Eisenhower mantuvo tres reuniones con extraterrestres, todas en 1954 en el estado de Nuevo México, comunicándose con ellos telepáticamente. Si bien no hay evidencia alguna de estos contactos, Good afirmó que el presidente incluso organizó, con la ayuda del FBI una cumbre interplanetaria, que se celebró en la Base Aérea de Holloman y que presenciaron "muchos testigos".
Autor de la obra "Earth: An Alien Enterprise" (Tierra: Una Empresa Alienígena), donde cuenta la historia del contacto entre extraterrestres y humanos de todo el mundo, que se remonta a 1932, incluidas reuniones con personal militar y presidentes estadounidenses como Eisenhower y Kennedy. En dicha obra relata el Proyecto Amicizia, que significa Amistad en italiano, que involucró Inteligencias Avanzadas, es decir, Extraterrestres, reuniéndose con Humanos elegidos a mano, de todo el mundo. Estos individuos fueron elegidos por razones específicas para establecer contacto con los extraterrestres y se dice que en realidad tuvieron el privilegio de viajar a bordo de sus naves. El profesor Stefano Breccia, el historiador Bruno Sammaciccia y el contactado Gaspare de Lama, principales protagonistas del caso Amicizia, declararon en varias entrevistas que el grupo de extraterrestres llevaba el nombre de "W 56" porque era el acrónimo de la expresión italiana "ViVa il 1956" que conmemoraba el gran año del contacto. Sin embargo, y por esta razón Timothy Good ha recibido fuertes críticas, en su libro ha escrito: "Todo el equipo se llamaba Amicizia o W56 porque realmente habían establecido comunicaciones con el presidente George Washington, y 1956 fue el año en que comenzaron a contactar y colaborar con la gente de aquí y la 'W' fue para Washington porque informaron a George Washington, el primer presidente de los Estados Unidos sobre la situación extraterrestre". Esta incoherencia e inventiva en el relato de Good ha provocado que tanto el libro como su autor pierdan credibilidad y se consideren sus publicaciones como la fusión de hechos reales con hechos totalmente ficticios.

## Obra
- George Adamski, The Untold Story (con Lou Zinsstag) (1983)
- Above Top Secret: The Worldwide UFO Cover-up (1987)
- Alien Liaison: The Ultimate Secret (1991)
- Beyond Top Secret: The Worldwide UFO Security Threat (1996)
- Alien Base: Earth's Encounters with Extraterrestrials (1998)
- Unearthly Disclosure: Conflicting Interests in the Control of Extraterrestrial Intelligence (2000)
- Need to Know: The Military and Intelligence Reports That Prove UFOs Exist (2006), publicado también como Need to Know: UFOs, the Military and Intelligence (2006)
- Earth: An Alien Enterprise: The Shocking Truth Behind the Greatest Cover-Up in Human History (2013)